# 迈克尔·B·奥伦
迈克尔·B·奥伦（原名，1955年5月20日—）是一位美国出生的以色列历史学家，庫拉努黨政治人物，2009年–2013年间任以色列駐美國大使，主要作品有《六日战争：1967年6月和现代中东的创生》（Six Days of War: June 1967 and the Making of the Modern Middle East）、《权力、信仰与幻想：美国在中东，1776年至今》（Power, Faith, and Fantasy: America in the Middle East, 1776 to the Present）等。